# 13e soirée des prix Jutra
La 13e soirée des prix Jutra, récompensant les films sortis en 2010, a lieu le 13 mars 2011 et est diffusée à la télévision de Radio-Canada en direct du Théâtre Saint-Denis à Montréal.

## Déroulement
Le gala est animé par Sylvie Moreau et Yves Pelletier. Denis Villeneuve y récolte neuf prix pour son film Incendies, dont celui du meilleur film. Les cotes d'écoutes se sont élevées à 857 000 téléspectateurs.

## Palmarès
Les lauréats sont indiqués ci-dessous en premier de chaque catégorie et en gras.

### Meilleur film
- Incendies
  - Les Signes vitaux
  - Les Amours imaginaires
  - Curling
  - 10 ½

### Meilleure réalisation
- Denis Villeneuve pour Incendies
  - Podz (Daniel Grou) pour 10 ½
  - Kim Nguyen pour La Cité
  - Xavier Dolan pour Les Amours imaginaires
  - Denis Côté pour Curling

### Meilleur acteur
- Claude Legault pour 10 ½
  - François Papineau pour Route 132
  - Jacques Godin pour La Dernière Fugue
  - Emmanuel Bilodeau pour Curling
  - Jay Baruchel pour The Trotsky

### Meilleure actrice
- Lubna Azabal pour Incendies
  - Guylaine Tremblay pour Trois temps après la mort d'Anna
  - Evelyne Rompre pour 2 fois une femme
  - Mélissa Désormeaux-Poulin pour Incendies
  - Suzanne Clément pour Tromper le silence

### Meilleur acteur de soutien
- Jean Lapointe pour À l'origine d'un cri
  - Gérard Poirier pour Reste avec moi
  - Alexis Martin pour Route 132
  - Yves Jacques pour La Dernière Fugue
  - Martin Dubreuil pour Les Sept Jours du talion

### Meilleure actrice de soutien
- Dorothée Berryman pour Cabotins
  - Danielle Proulx pour Reste avec moi
  - Isabelle Miquelon pour La Dernière Fugue
  - Geneviève Chartrand pour Le Journal d'Aurélie Laflamme
  - Marie Brassard pour Les Signes vitaux

### Meilleur scénario
- Denis Villeneuve avec la collaboration de Valérie Beaugrand-Champagne pour Incendies
  - Ian Lauzon pour Piché, entre ciel et terre
  - Claude Laonde pour 10 ½
  - Michael Konyves pour Le Monde de Barney
  - Robin Aubert pour À l'origine d'un cri

### Meilleure direction artistique
- André-Line Beauparlant pour Incendies
  - Patrice Vermette pour La Cité
  - Claude Paré pour Le Monde de Barney
  - Michel Proulx pour L'Enfant prodigue
  - Dominique DesRochers pour Cabotins

### Meilleurs costumes
- Sophie Lefebvre pour Incendies
  - Julie-Anne Tremblay pour Le Journal d'Aurélie Laflamme
  - Francesca Chamberland pour L'Enfant prodige
  - Mariane Carter pour La Cité
  - Carmen Alie pour Cabotins

### Meilleur maquillage
- Adrien Morot pour Le Monde de Barney
  - Marlène Rouleau et C. J. Goldman pour Les Sept Jours du talion
  - Jo-Pat Parris pour Les Signes vitaux
  - Micheline Trépanier pour Oscar et la Dame rose
  - Mélanie Turcotte et Mario Soucy pour 2 fois une femme

### Meilleure coiffure
- Réjean Goderre pour Le Monde de Barney
  - André Duval pour Le Poil de la bête
  - Réjean Goderre pour Oscar et la Dame rose
  - Sabin Paradis pour Cabotins
  - Philippe Sarfati pour Les Amours imaginaires

### Meilleure direction de la photographie
- André Turpin pour Incendies
  - Claudine Sauvé pour Tromper le silence
  - Bernard Couture pour Les Sept Jours du talion
  - Michel La Veaux pour Trois temps après la mort d'Anna
  - Nicolas Bolduc pour La Cité

### Meilleur montage
- Monique Dartonne pour Incendies
  - Valérie Héroux pour Les Sept Jours du talion
  - Xavier Dolan pour Les Amours imaginaires
  - Carina Baccanale pour À l'origine d'un cri
  - Michel Arcand pour La Dernière Fugue

### Meilleur son
- Sylvain Bellemare, Jean Umansky, Jean-Pierre Laforce pour Incendies
  - Marie-Claude Gagné, Louis Gignac et Patrick Rousseau pour Oscar et la Dame rose
  - Michel Lecoufle, Pierre-Jules Audet et Luc Boudrias pour Les Sept Jours du talion
  - Simon Poudrette, Christian Rivest, Stéphane Bergeron et Isabelle Lussier pour Filière 13
  - Martin Desmarais, Luc Mandeville et Dominique Delguste pour Cabotins

### Meilleure musique originale
- Guy Bélanger et Benoît Charest pour Route 132
  - Martin Léon pour Le Journal d'Aurélie Laflamme
  - Julien Knafo pour Lucidité passagère
  - Philippe Héritier pour La Cité
  - Michel Cusson pour Reste avec moi

### Meilleur film documentaire
- Pierre Falardeau de Carmen Garcia et German Gutierrez
  - La Belle Visite de Jean-François Caissy
  - Le cœur d'Auschwitz de Carl Leblanc
  - Les porteurs d'espoir de Fernand Dansereau
  - Vous n'aimez pas la vérité : 4 jours à Guantanamo de Luc Côté et Patricio Henriquez

### Meilleur court ou moyen métrage de fiction
- M'ouvrir d'Albéric Aurtenèche
  - Félix et Malou de Sophie Dupuis
  - Mokhtar de Halima Ouardiri
  - Sophie Lavoie de Anne Émond
  - Vapor de Kaveh Nabatian

### Meilleur court ou moyen métrage d'animation
- Les journaux de Lipsett (en) de Théodore Ushev
  - Higglety Pigglety Pop ou la vie a surement plus à offrir (en) de Chris Lavis et Maciek Szczerbowski (en)
  - La fête de Malcolm Sutherland
  - Mamori de Karl Lemieux
  - Un vortex dans face de Joël Vaudreuil

## Prix spéciaux

### Jutra-Hommage
- Jean Lapointe

### Film s'étant le plus illustré à l'extérieur du Québec
- Les Amours imaginaires
  - Incendies
  - Curling
  - Les Sept Jours du talion
  - The Trotsky

### Billet d'or - Cineplex
- Piché, entre ciel et terre

## Statistiques

### Nominations multiples
11 : Incendies
6 : Les Sept Jours du talion
5 : Cabotins, La Cité et Les Amours imaginaires
4 :  10 ½, Curling, Le Monde de Barney et La Dernière Fugue
3 : À l'origine d'un cri, Le Journal d'Aurélie Laflamme, Les signes vitaux, Oscar et la Dame rose, Reste avec moi et Route 132
2 : 2 fois une femme, L'Enfant prodigue, Trois temps après la mort d'Anna; The Trotsky et Tromper le silence

### Récompenses multiples
9 : Incendies
2 : Le Monde de Barney